# Adam Nicolson, 5:e baron Carnock
Adam Nicolson, 5:e baron Carnock, född den 12 september 1957, är en brittisk författare, son till Nigel Nicolson.
Lord Carnock är ledamot (fellow) av Royal Society of Literature och Society of Antiquaries of London.